# Kasimir Zgorecki
Kazimierz Zgórecki est un photographe polonais né à Recklinghausen en Allemagne le 1er juin 1904 et mort à Lille le 6 mars 1980. Les milliers de portraits réalisés par le Studio Zgorecki dans le Pas- de-Calais livrent un témoignage unique de la vie de la communauté polonaise dans le bassin minier de la région.

## Biographie
Kazimierz Zgórecki naît en 1904 à Recklinghausen de parents polonais originaires de la région de Poznan et installés dans le bassin de la Ruhr. Il a grandi à Herne et, après avoir terminé son apprentissage de chaudronnier, il a suivi les traces de son père en décrochant son premier emploi dans une mine. Il a passé son enfance et sa jeunesse jusqu'à ses 18 ans dans les bastions de la polonité en Occident, où sa famille cultivait les traditions locales et participait également à diverses associations culturelles polonaises.

En 1922, la famille Zgórecki s'installe dans la région minière du Pas-de-Calais, dans le nord de la Franceet Kazimierz se fait engagé comme mineur de fond à la fosse 10 de Billy-Montigny (Pas-de-Calais). En 1924, après avoir éprouvé sa technique photographique en autoportrait, il prend la relève du studio photographique de son beau-frère Franciszek Kmieciak à Rouvroy et entame une activité florissante auprès de ses compatriotes.

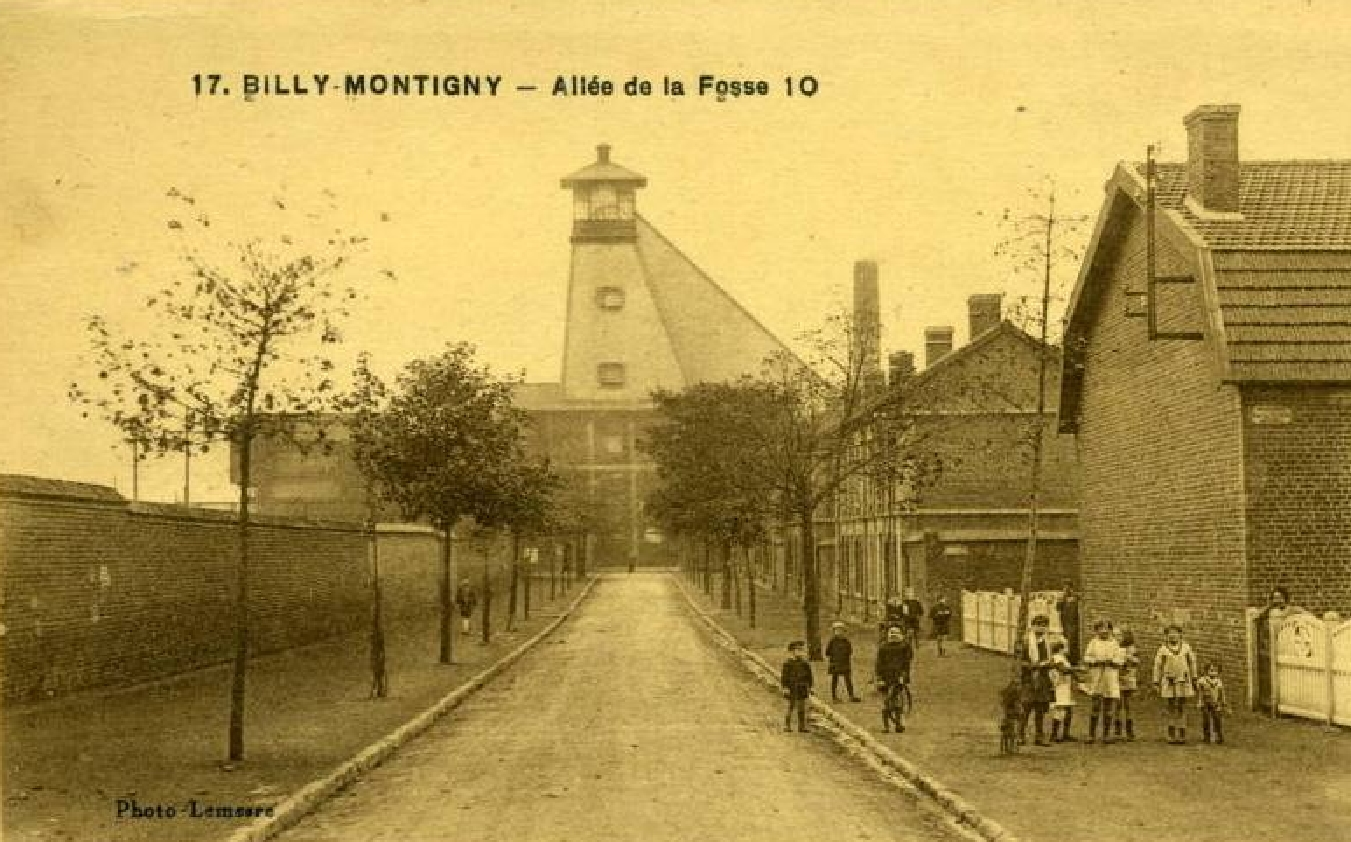
La fosse 10 de Billy-Montigny où travaillait Kazimierz Zgorecki.

Zgórecki travaille aussi bien en studio qu’en extérieur ou au domicile de ses clients et entre 1922 et 1939, il réalise des milliers de photographies. Il est le témoin privilégié des traditions maintenues en France par la communauté polonaise. Ses photographies donneront des nouvelles des expatriés à toutes les familles restées en Pologne.
Après la Seconde Guerre mondiale, Zgórecki initie ses deux fils au métier. L’un s’installe comme photographe à Hénin-Liétard et l’autre prend sa succession à Rouvroy.
Kazimierz Zgórecki meurt à 76 ans en 1980 à Lille.
C’est son petit-fils par alliance Frédéric Lefever, également photographe, qui découvre en 1989, un fond de plus de 5 000 plaques de verre dans le grenier du studio de Rouvroy,. Ces archives d’une grande valeur historique, livrent un témoignage unique de la vie de cette « petite Pologne » installée autour de Lens, Liévin, Hénin et Carvin.